# Walter Damrosch
Walter Johannes Damrosch (né le 30 janvier 1862 – mort le 22 décembre 1950) est un chef d'orchestre et un compositeur. Il est connu pour avoir longtemps dirigé le New York Symphony Orchestra et pour avoir créé le Concerto en fa (1925) et An American in Paris (1928) de George Gershwin.

## Biographie
Walter Damrosch naît à Breslau, Silésie. Son père est le chef d'orchestre Leopold Damrosch et il est le frère de Frank Damrosch. Il montre un intérêt pour la musique à un jeune âge et son père lui enseigne l'harmonie. Il étudie aussi avec Wilhelm Albert Rischbieter et Felix Draeseke au conservatoire de Dresde. Il émigre avec ses parents en 1871 aux États-Unis.
Durant le grand festival de musique donné par son père en mai 1881, il fait ses premiers pas comme chef d'orchestre en dirigeant plusieurs parties d'un grand chœur à New York et à Newark, New Jersey. Le chœur de Newark constitué principalement de membres de l'Harmonic Society le prend comme chef. Il dirige durant ses concerts des œuvres comme Tower of Babel d'Anton Rubinstein, La Damnation de Faust d'Hector Berlioz, et le Requiem de Verdi. Il a seulement 19 ans mais montre une grande habileté à diriger un grand nombre de personnes.
En 1884, lorsque son père initie une série d'opéras allemands au Metropolitan Opera de New York, Walter est nommé assistant chef d'orchestre. Après la mort de son père en 1885, il continue au même poste avec Anton Seidl et devient également chef d'orchestre de l'Oratorio and Symphony Societies de New York.
Il se marie le 17 mai 1890 avec Margaret Blaine (1867–1949), la fille du politicien et candidat aux élections présidentielles James G. Blaine. Ils auront quatre filles.
Damrosch est connu à cette époque pour avoir dirigé des œuvres de Richard Wagner et pour être un pionnier des concerts radiophoniques et devient un des principaux vulgarisateurs de la musique classique aux États-Unis.
Une de ses principales réalisations est la direction en mars 1886 de Parsifal, peut-être le plus difficile des opéras de Wagner, œuvre jouée pour la première fois aux États-Unis par l'Oratorio and Symphony societies. Durant son voyage en Europe l'été 1886, il est invité par le Deutsche Tonkünstler-Verein, dont Franz Liszt était le président, pour diriger des œuvres de son père à Sondershausen, Thuringe.
L'opéra Merlin de Károly Goldmark est créé aux États-Unis par Damrosch au Metropolitan Opera House le 3 janvier 1887.

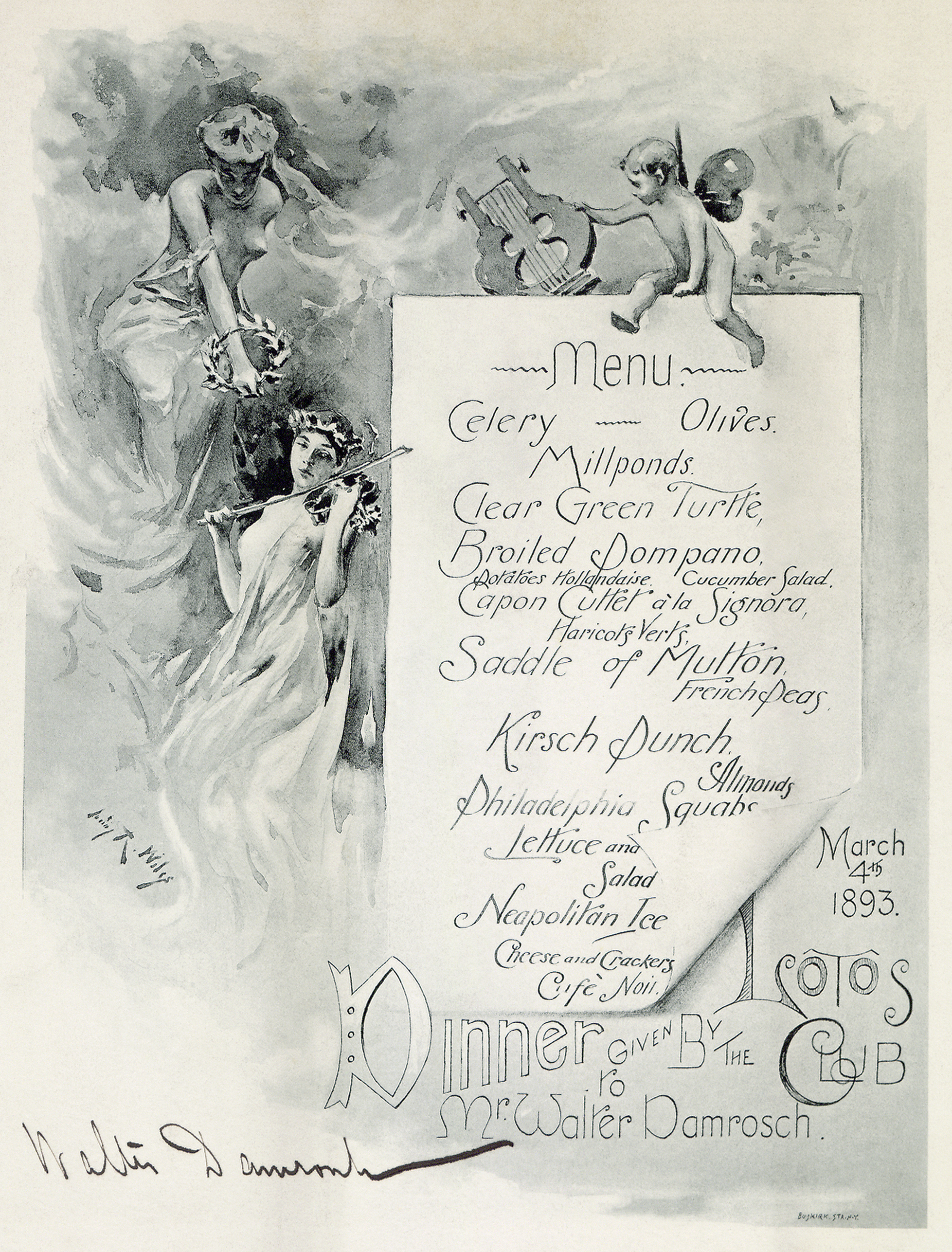
Menu d'un diner donné en l'honneur de Walter Damrosh en 1893, signé par Damrosh.

Bien que l'histoire ne se souvienne de lui presque que pour sa fonction de chef d'orchestre, Damrosch, avant ses concerts radiophoniques, est également connu comme compositeur. Il compose des opéras : The Scarlet Letter (1896), Cyrano (en) (1913) et The Man Without a Country (1937). Ces opéras sont maintenant rarement joués. Il a également composé des chants comme Danny Deever (en).
Damrosch est le directeur musical de NBC sous la direction de David Sarnoff, et il anime de 1928 à 1942 l’émission Music Appreciation Hour (en) qui diffuse des conférences sur la musique classique à destination des étudiants (L'émission est diffusée pendant les horaires scolaires et la radio met des documents à la disposition des enseignants). Selon Harold C. Schonberg, critique musicale du New York Times, dans sa série Facing the Music, Damrosch est connu pour créer des paroles idiotes pour les musiques dont il parle afin d'aider les jeunes gens à l'apprécier plutôt que de laisser la musique parler par elle-même. Par exemple, il a écrit les paroles suivantes pour la Symphonie inachevée de Franz Schubert :
This is the symphony, (C'est une symphonie)
That Schubert wrote and never finished. (Que Schubert a écrite et n'a jamais finie)
Bien que Damrosch s’intéresse aux technologies musicales, il enregistre sporadiquement. Son premier enregistrement, le prélude de Carmen de Bizet est fait en 1903 (avec une partie du New York Symphony crédité comme le Damrosch Orchestra). Il enregistre peu d’œuvres importantes : la seule symphonie est la seconde de Brahms avec le New York Symphony peu de temps avant que l'orchestre fusionne avec le New York Philharmonic, il enregistre la musique du ballet Henry VIII de Camille Saint-Saëns avec le the National Symphony Orchestra of Washington, D.C. pour RCA Victor au début des années 1930.
Walter Damrosch meurt à New York en 1950. Le Damrosch Park au Lincoln Center est nommé en son honneur.

## Critiques d'Adorno
Damrosch est souvent la cible des critiques de Theodore Wiesengrund Adorno. Adorno, sans nommer à chaque fois Damrosch, durant son passage plutôt malheureux au Princeton Radio Research Project, créé par Sarnoff, affirme que l'approche de vulgarisation de la musique classique de Damrosch est infantilisant et autoritaire, et fait partie d'un vaste système de domination.
Adorno montre des manières d'enseigner de la musique classique aux enfants et adultes en décrivant des formes musicales simples alors que Damrosch se concentre sur la reconnaissance de photos de compositeurs, d'instruments et des squelettes de thèmes symphoniques. Les critiques d'Adorno, vues par certains de ses collègues comme révolutionnaires et par d'autres comme pédantes (parfois les deux à la fois) mènent à son évincement du Radio Research Project. Adorno oppose ce qu'il considère comme une impasse (être capable de siffler le thème de la Cinquième Symphonie) avec l'enfant qui entend un quatuor à cordes dans la pièce d'à côté et ne peut pas dormir parce que la musique occupe son attention.
De nos jours, malgré la popularité d'Adorno dans la littérature musicale, sa critique de Damrosch est vue par les musiciens et les musicologues comme une curiosité historique. Il faut cependant noter que la diffusion et l'écoute de la musique classique de nos jours aux États-Unis est faible, ce qui montre que les buts du RCA pour le Princeton Radio Research project ainsi que la pédagogie de Damrosch ont échoué.
Pour Adorno, la pédagogie de Damrosch est une justification de l'oppression des classes dans laquelle le chef d'orchestre, qui ne travaille pas du moins dans le sens du travail des musiciens, est montré au-dessus des musiciens qui ne jouent qu'une partie de l’œuvre. Sans pour autant dire que l'orchestre est un produit du capitalisme, Adorno voit le projet de recherche de la radio et la méthode de Damrosch comme une manière d'introduire auprès des enfants et de la classe ouvrière adulte une justification de l'aliénation et de l'oppression.
Si Adorno a raison, cela peut expliquer le rejet par le public de la musique classique pendant la Grande Dépression (avec ses images d'amateurs d'opéra bien nourris passant à côté de personnes affamées) et l'apparition des big bands dans les années 1940.
Selon Hullot-Kentor, la plupart de la musique à la radio dans les années 1920 est de la musique européenne et classique. la diffusion de cette musique a rapidement décru avec le temps, ce qui montre que l'approche de Damrosch a été une impasse malgré son influence sur la pédagogie musicale dans les écoles.

## Importation des musiciens français
En avril 1905 Damrosch part en France et en Belgique à la recherche de musiciens pour le New York Symphony Orchestra qu'il dirige depuis 1885. Il embauche cinq musiciens : le hautboïste Marcel Tabuteau, le flûtiste Georges Barrère, le bassoniste Auguste Mesnard, le clarinettiste Leon Leroy de France et le trompettiste Adolphe Dubois de Belgique. Damrosch reçoit une amende du syndicat des musiciens pour ne pas avoir cherché de musiciens à New-York, mais les Français et le Belge sont tout de même autorisés à rester,,,,.

## Broadway
- The Dove of Peace (1912) - opéra/comédie musicale - compositeur et co-librettiste
- Électre (1918) - Pièce de théâtre - compositeur de la musique de scène